# Gottfried van Swieten
El barón Gottfried van Swieten (Leiden, Países Bajos, 29 de octubre de 1733 - Viena, Austria, 29 de marzo de 1803) fue un aristócrata neerlandés al servicio del Sacro Imperio Romano Germánico. 

## Biografía
Era hijo de Gerard van Swieten, médico de la emperatriz María Teresa I de Austria.
Es recordado hoy en día sobre todo por su amistad, colaboración y mecenazgo con varios grandes compositores de música clásica, tales como Joseph Haydn, Wolfgang Amadeus Mozart y Ludwig van Beethoven. 
Era un gran admirador de Händel y Bach y poseía una amplia biblioteca de partituras de los dos maestros. En esa biblioteca descubrió Mozart las obras de Bach. Escribió, por ejemplo, el libreto para La creación de Joseph Haydn, basándose en el Génesis, el Libro de los Salmos y El paraíso perdido de John Milton, y el libreto para Las estaciones siempre de Joseph Haydn, basándose en The Seasons de James Thomson.